# Arctodus pristinus
Arctodus pristinus es una especie extinta de oso de cara corta, perteneciente al género Arctodus de la familia Ursidae. Habitó del  Pleistoceno temprano al Pleistoceno medio hace aproximadamente 2.5 millones de años posiblemente en el centro y este de los Estados Unidos. Junto con Arctodus simus integra el género Arctodus, del cual era la especie menor y más primitiva.

## Características
Es uno de los osos que está más estrechamente relacionado con el oso de anteojos de América del Sur. Con su cara relativamente más larga, dientes más pequeños y estrechos y estatura más pequeña, este oso puede haber sido más omnívoro (comiendo plantas y animales) que Arctodus simus. Quizás el oso de cara corta menor murió por la competencia con el gran oso negro del Pleistoceno (Ursus americanus amplidens), así como con osos pardos que invadieron desde el oeste.

## Hábitat
Habitó en los Estados Unidos desde la costa de Carolina del Sur, Maryland, el sureste de Pensilvania, y posiblemente en Kansas y el centro de México. Se conocen más fósiles de esta especie de Florida (alrededor de 150) que en cualquier otro lugar.
Sitios fósiles de Florida:
- Condado de Alachua — Haile 16A
- Condado de Brevard: Sebastian Canal 2
- Condado de Charlotte: área de Port Charlotte (ubicación específica desconocida)
- Condado de Citrus: Crystal River Power Plant; Inglis 1A ; Inglis 1B
- Condado de Columbia: río Santa Fe 1
- Condado de Hillsborough — Playa Apollo; Leisey Shell Pit 1; Leisey Shell Pit 1A ; Leisey Shell Pit 3
- Condado de Levy: mina McLeod Limerock
- Condado de Okeechobee — Kissimmee 6
- Condado de Sarasota — Canal de Bass Point; Rigby Shell Pit; Playa de Venice
- Condado de Sumter: Coleman 2A[2]